# Motley (Minnesota)
Motley es una ciudad ubicada en el condado de Morrison en el estado estadounidense de Minnesota. En el Censo de 2010 tenía una población de 671 habitantes y una densidad poblacional de 187,19 personas por km².

## Geografía
Motley se encuentra ubicada en las coordenadas 46°20′5″N 94°38′34″O / 46.33472, -94.64278. Según la Oficina del Censo de los Estados Unidos, Motley tiene una superficie total de 3.58 km², de la cual 3.45 km² corresponden a tierra firme y (3.76%) 0.13 km² es agua.

## Demografía
Según el censo de 2010, había 671 personas residiendo en Motley. La densidad de población era de 187,19 hab./km². De los 671 habitantes, Motley estaba compuesto por el 94.49% blancos, el 0.15% eran afroamericanos, el 0.45% eran amerindios, el 0% eran asiáticos, el 0% eran isleños del Pacífico, el 1.64% eran de otras razas y el 3.28% pertenecían a dos o más razas. Del total de la población el 4.32% eran hispanos o latinos de cualquier raza.